# Ruch Ludzi Pracy
De Beweging van Werkende Mensen (RLP) (Pools: Ruch Ludzi Pracy) was een linkse, postcommunistische politieke partij in Polen in de jaren negentig, die gelieerd was aan de vakbond OPZZ.
Hoewel de Poolse communistische partij PZPR na de monsterzege van Solidariteit in de verkiezingen van 1989 de macht nog steeds in handen had, werd haar positie onhoudbaar en viel zij al snel ten prooi aan desintegratie. In januari 1990 hief de PZPR zichzelf op en er werden verschillende partijen opgericht om als haar opvolger te gaan dienen. De belangrijkste daarvan was de Sociaaldemocratie van de Republiek Polen (SdRP) van Aleksander Kwaśniewski, Leszek Miller en Mieczysław Rakowski, maar daarnaast ontstonden er ook andere partijen: een deel van de meer hervormingsgezinde vleugel ging over naar de Poolse Sociaaldemocratische Unie (PUS) en de Unie van Poolse Communisten "Proletariaat" (ZKP "P") ging het "beton" van de partij vertegenwoordigen. Een vierde opvolger van de PZPR was de RLP, bedoeld als politieke arm van de (door de PZPR aangestuurde) vakbond OPZZ. Het idee hiervoor was al in de herfst van 1989 ontstaan en het oprichtingscongres van de RLP vond plaats op 16 december 1990. Voorzitter was van 1992 tot 1995 voormalig politbureaulid en OPZZ-voorzitter Alfred Miodowicz. 
In 1991 nam de RLP deel aan de oprichting van de Alliantie van Democratisch Links (SLD), een rondom de SdRP gegroepeerd conglomeraat van ongeveer 30 partijen, vakbonden en andere organisaties. Als onderdeel van de SLD wist de RLP bij de parlementsverkiezingen van 1991, 1993 en 1997 telkens enkele zetels te behalen. Toen de SLD in 1999 tot een politieke partij werd omgevormd, koos de RLP ervoor als zelfstandige partij te blijven bestaan. Twee parlementariërs van de RLP vormden een gezamenlijke fractie met de – eveneens buiten de SLD gebleven – Poolse Socialistische Partij (PPS), de rest stapte over naar de SLD. Sinds 2001 was de partij niet meer in het parlement vertegenwoordigd en op 7 juni 2002 werd de partij uit het kiesregister geschrapt. De laatste partijvoorzitter, Lech Szymańczyk, kwam later opnieuw in de Sejm terecht namens de partij Samoobrona. 